# Marcel Boillat

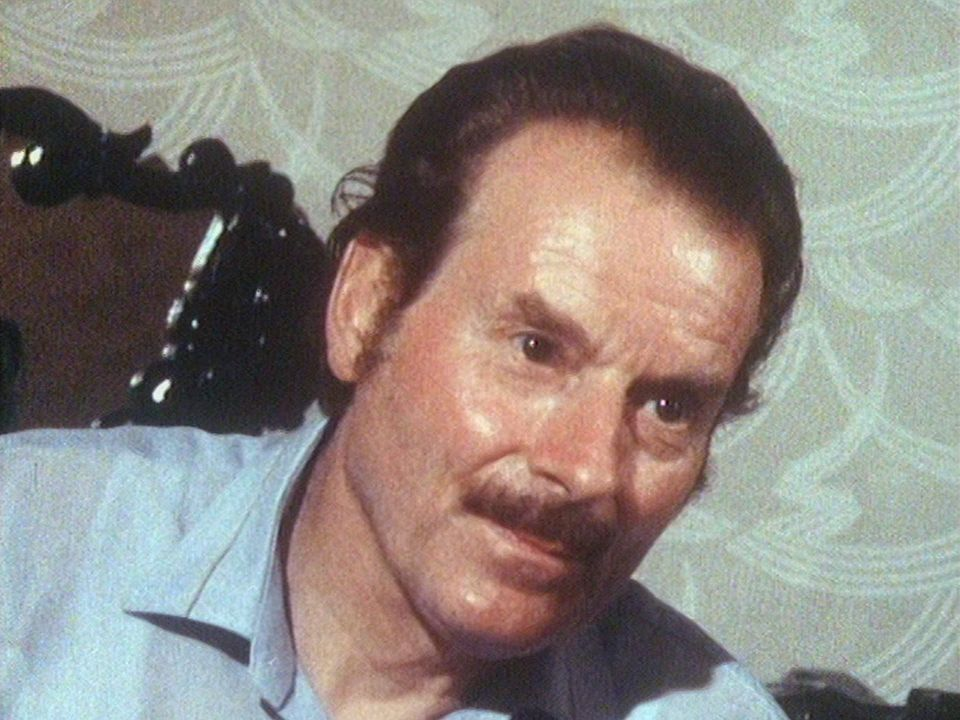
Marcel Boillat (1987)

Marcel Boillat (* 5. August 1929 in Courtételle; † 6. April 2020 in Ciudad Real, Spanien) war ein Schweizer politischer Aktivist in der Jurafrage. Er war Anführer der separatistischen und terroristischen Gruppierung Front de libération jurassien (FLJ), die in den 1960er-Jahren mehrere Brand- und Sprengstoffanschläge gegen Einrichtungen des Bundes und des Kantons Bern verübte, um den Forderungen nach der Gründung des Kantons Jura Nachdruck zu verleihen. 1966 zu acht Jahren Zuchthaus verurteilt, floh er knapp ein Jahr später nach Spanien, wo er politisches Asyl erhielt.

## Biografie
Boillat besuchte das Collège Saint-Charles in Porrentruy und ein Jahr lang das Kollegium Maria Hilf in Schwyz. Von 1945 bis 1949 absolvierte er die Höhere Handelsschule in Neuchâtel. Nach der Rekrutenschule bei den Fliegerabwehrtruppen in Payerne eignete er sich in französischen Weinkellereien vertiefte Kenntnisse der Önologie an. Anschliessend arbeitete er zusammen mit seinem Halbbruder Pierre in der familieneigenen Weinhandelsfirma. 1955 heiratete er die Kosmetikverkäuferin Frieda Rütsch aus Basel, das Paar hatte einen Sohn und eine Tochter. Der Vater hinterliess bei seinem Tod grosse Schulden, weshalb Marcel und Pierre 1959 eine neue Firma gründeten. Durch den Verkauf von Bauland gelang es, die Schulden zu tilgen.
1958 kaufte Boillat in Sornetan ein Bauernhaus und baute es zu einem Gasthaus um. Ab 1962 war Jean-Marie Joset, den Boillat 1944 in Porrentruy kennengelernt und seither nicht mehr gesehen hatte, Stammgast im Gasthaus, wo die beiden oft über die Jurafrage diskutierten. Dabei kamen sie überein, dass das Rassemblement jurassien zu wenig schlagkräftig sei und Unterstützung benötige. Inspiriert durch die algerische FLN gründeten sie die Front de libération jurassien (FLJ). Zunächst übermalten sie Symbole der Herrschaft des Kantons Bern im Jura, beispielsweise das Soldatendenkmal Le Fritz auf dem Col des Rangiers. Die FLJ, zu der Joseph Dériaz als Mitläufer stiess, verübte Brandanschläge auf Militärbaracken und zwei Bauernhöfe in den Gemeinden Lajoux und Les Genevez, die das Militärdepartement erworben hatte, um einen umstrittenen Waffenplatz zu bauen. Am 5. Oktober 1963 steckte sie die Villa von Ständerat Charles Jeanneret auf dem Mont Soleil in Brand. In Mallerey detonierte am 23. Dezember in der Sägerei von Marc Houmard, dem Präsidenten der berntreuen Union des patriotes jurassiens, eine Sprengladung.
Als Reaktion auf die Inhaftierung von vier verdächtigten Separatisten aus Courfaivre, die keinerlei Verbindungen zur FLJ hatten (die «Unschuldigen von Courfaivre»), brachte die FLJ am 27. Februar 1964 in Studen eine Sprengladung an die Bahnstrecke Bern–Biel an und beschädigte ein Gleis. Da die «Unschuldigen von Courfaivre» weiterhin in Untersuchungshaft blieben, verübte die FLJ am 12. März einen weiteren Sprengstoffanschlag, diesmal auf die Filiale der Berner Kantonalbank in Delémont. Schliesslich kam die vom ausserordentlichen Untersuchungsrichter Albert Steullet geleitete Sonderkommission dem FLJ auf die Spur. Die Polizei konnte die beiden Haupttäter am 25. März 1964 verhaften, den Mitläufer sechs Tage später. Während der Untersuchungshaft wurde Boillat im Juli 1964 von Thorberg nach Sion im Kanton Wallis verlegt, im November nach Bellechasse im Kanton Freiburg. Ein misslungener Ausbruchsversuch im Mai 1965 hatte die Verlegung in die Strafanstalt Bois-Mermet im Kanton Waadt zur Folge.
Nach einem viertägigen Strafprozess in Lausanne verurteilte das Bundesstrafgericht Boillat am 18. März 1966 zu einer Zuchthausstrafe von acht Jahren und dem Entzug der bürgerlichen Rechte für zehn Jahre; Joset erhielt sieben Jahre Zuchthaus, Dériaz eine bedingte Haftstrafe von einem Jahr. Das Gericht anerkannte zwar die politischen Beweggründe, betrachtete jedoch die Häufung der Straftaten als schwerwiegend. Das höhere Strafmass für Boillat rechtfertigte es mit dessen Führungsrolle in der FLJ. Er wurde zunächst nach Sion verlegt, im August 1966 in die Strafanstalt Crêtelongue bei Granges. Mithilfe der Sympathisanten Lucien Meyrat und Louis Perroud gelang ihm am 18. Februar 1967 die Flucht. Noch am selben Tag traf er in Barcelona ein; ein paar Tage später reiste er nach Madrid weiter, von wo aus er Drohbriefe an Politiker und Justizbehörden verschickte. Am 9. Juni 1967 nahm die Polizei Boillat am Flughafen fest, als er seinen Fluchthelfer Meyrat und seinen Rechtsanwalt abholen wollte. Drei Monate später, am 18. September, lehnte die Regierung von Francisco Franco das Schweizer Auslieferungsgesuch ab und gewährte Boillat Asyl, weil er aus politischen Beweggründen gehandelt habe.
Ende Dezember 1968 wurde Boillats Ehe in Abwesenheit geschieden. Mit seiner späteren zweiten Ehefrau Angela Sanchez eröffnete er eine kleine Pension in Madrid. Das Paar heiratete im August 1970 und zog daraufhin nach Daimiel in der Provinz Ciudad Real. Nach mehreren kurzzeitigen Arbeitsstellen war Boillat dort von 1977 bis zur Pensionierung 1994 in leitender Funktion für einen Lebensmittelgrosshandel tätig. Nach der Verjährung seiner Straftaten kehrte er im September 1987 erstmals für einen Besuch in die Schweiz zurück, als Ehrengast am Fest des jurassischen Volkes in Delémont. Auf der Hinreise begleitete ihn der Filmemacher Christian Iseli, um Szenen für seinen Dokumentarfilm Le terroriste suisse zu drehen. 1998 veröffentlichte Boillat das Buch Signé FLJ, in dem er die Anschläge aus seiner Sicht schilderte und sie politisch rechtfertigte. Nach der Pensionierung widmete er sich der Malerei, 2014 stellte er in Le Noirmont eine Auswahl seiner Gemälde aus. 2020 starb er im Alter von 90 Jahren im Krankenhaus von Ciudad Real.